# يغموش
اليغموش (الاسم العلمي: Amblyomma) هو جنس من الحيوانات يتبع فصيلة اللبوديات الصلبة من رتبة لبوديات الشكل. وبعضها ناقلٌ للأوبئة. هذا الجنس هو ثالث أكبر الأجناس في فصيلة اللبوديات، وتحتل المرتبة الأول من ناحية الحجم بين مثيلاتها المنتشرة في المناطق شديدة الحرارة في جميع القارات. مركز تنوّع الأنواع هو القارة الأمريكيّة، حيث تتواجد أكثر من نصفها. في هذه القارة، تصل أنواع اليغموش إلى مناطق أبعد بكثير من المناطق الحارة، حتى خط العرض الأربعين في نصف الأرض الشمالي، وحتى خط العرض الخمسين في نصف الأرض الجنوبي، وتتواجد حتى في جبال الألب في الأنديز.

## أنواع اليغموش
- يغموش أمريكي
- يغموش لامع
- يغموش باركيري
- يغموش برازيلي
- يغموش بيضوي
- يغموش حرجي
- يغموش درعي
- يغموش درني
- يغموش سلحفاتي
- يغموش سميك
- يغموش شعري
- يغموش صغير
- يغموش طرفي
- يغموش طويل المنقار
- يغموش عريض
- يغموش عقدي
- يغموش أغبس
- يغموش متفاوت
- يغموش كتفي
- يغموش كليل
- يغموش مبعثر
- يغموش مبقع
- يغموش متغير
- يغموش محزز
- يغموش مختلط
- يغموش مهدب
- يغموش مهمازي
- يغموش كاييني